# 朝日倶楽部
朝日倶楽部（あさひくらぶ・旭倶楽部）とは、明治時代に存在した貴族院の院内会派（明治31年（1898年）5月25日 - 明治34年（1901年）12月7日）。
元来は進歩党に近い多額納税者議員の会派で、明治31年に早家崇ら14名によって結成される。翌32年（1899年）2月20日にかつての有力会派であった三曜会（二条基弘・近衛篤麿ら）が勢力衰退により解散して朝日倶楽部と合併し、続いて懇話会の内紛で離脱した曾我祐準らも合流して22名となった。しかし、少数勢力である事には変わらず、研究会との対抗上、更なる結集を目指して明治34年に庚子会（内紛後の懇話会が改称）と合併して、新会派「土曜会」を結成した。